# Ontmoetingskerk (Zevenaar)

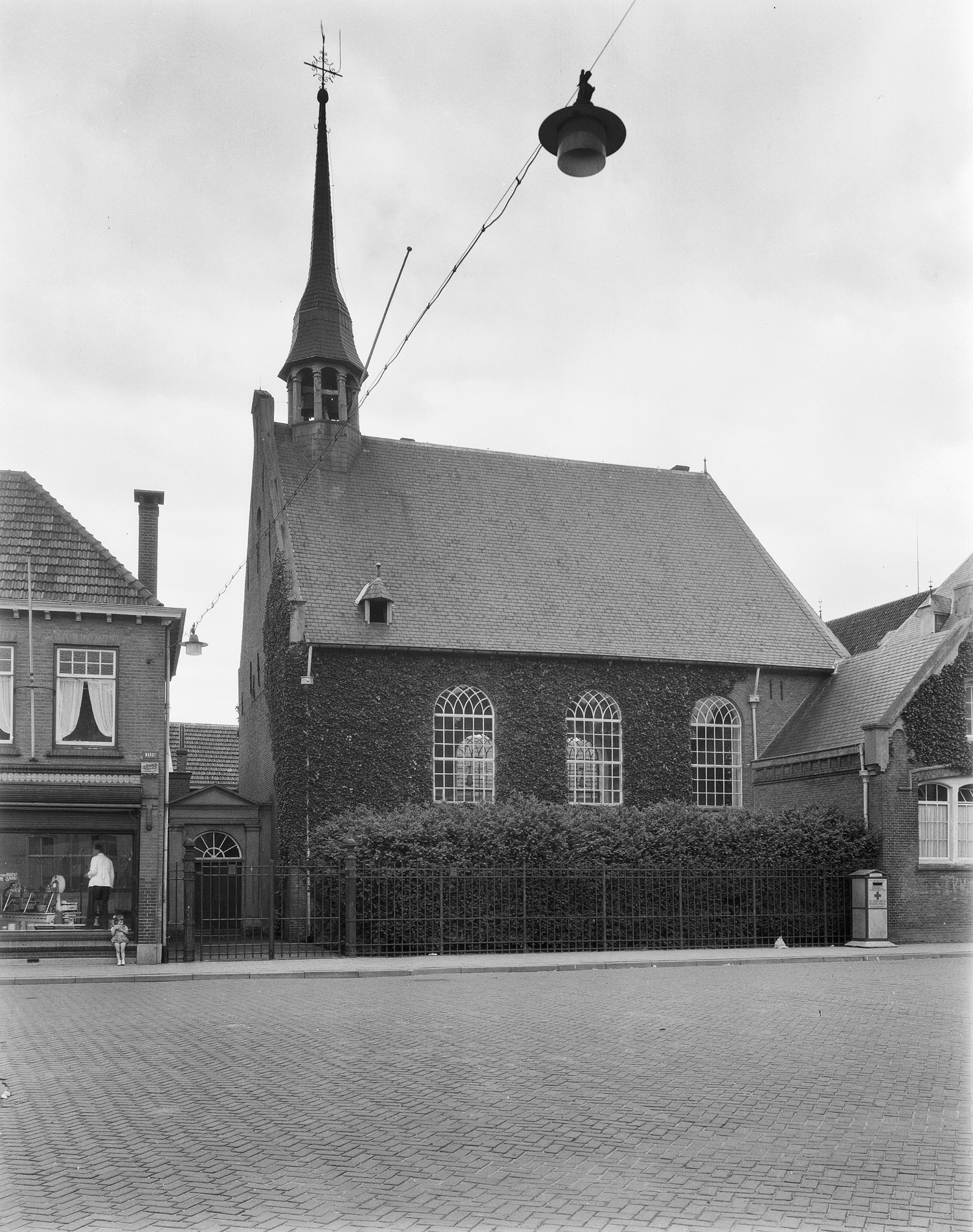
De Ontmoetingskerk aan de Markt in Zevenaar

De Ontmoetingskerk is een protestantse kerk (PKN) in de Nederlandse plaats Zevenaar. De kerk draag die naam vanaf 13 mei 2001. Daarvoor was de aanduiding: 'hervormde kerk'.

## Geschiedenis
De gemeente Zevenaar behoorde tot het begin van de 19e eeuw tot het hertogdom Kleef. Daar was sprake van een andere godsdienstpolitiek dan in de Republiek der Zeven Verenigde Nederlanden. Terwijl  in het Gelderse deel van de Liemers aan het begin van de 17e eeuw alle pastoors door dominees werden vervangen, bleven de kerken in het Kleefse deel in handen van de katholieken. Dat gold ook voor de in 1522 gebouwde St, Andreaskerk in de stad Zevenaar.
Met steun van protestante adellijke families werd in 1611 de 'Evangelisch Reformirte Gemijnde' opgericht. De Synode in Kleef ondersteunde de pogingen om tot de stichting van een eigen kerkgebouw te komen. Het duurde tot 1657 totdat de plannen een definitief karakter kregen. In de muurankers aan de voorgevel vinden we het jaartal 1658.

## Gebouw
De kerk is een rijksmonument met nummer 40423.
Zaalkerkje met driezijdige sluiting en houten klokkentorentje met slanke helmspits. De jaartalankers in de westgevel tonen het jaartal 1658. De beschermde inventaris bestaat uit: Eiken kansel uit 1659, eiken Avondmaalstafel, overdadig gesneden orgelkas, in 1697 gemaakt door Conrad Ruprecht.
Klokkenstoel met gelui van twee klokken, waarvan een van P. van Trier, 1670 diam. 72 cm.

## Bijzonderheden
De kerk is een van de oudste, oorspronkelijk als hervormde (of: gereformeerde) gebouwde, kerken van Nederland. In dezelfde periode zijn meer van deze kerken gebouwd. De Hervormde Kerk in Lobith vertoont veel overeenkomsten met de kerk in Zevenaar en is van 1661. De Hervormde Koepelkerk in Willemstad is de oudste. Deze dateert van 1607.